# Audan Balqasch
Der Audan Balqasch (kasachisch Балқаш ауданы Balqasch audany, russisch Балхашский район Balchaschski rajon) ist ein Bezirk im Gebiet Almaty in Kasachstan.

## Bevölkerung
Bei der Volkszählung 1999 hatte der Audan Balqasch 30.967 Einwohner. Die Volkszählung 2009 ergab für den Bezirk eine Einwohnerzahl von 30.037. Bei der letzten Volkszählung 2021 lebten 29.209 Menschen im Audan Balqasch. Die Fortschreibung der Bevölkerungszahl ergab zum 1. Januar 2025 eine Einwohnerzahl von 27.888.
| Einwohnerentwicklung               | Einwohnerentwicklung | Einwohnerentwicklung | Einwohnerentwicklung | Einwohnerentwicklung | Einwohnerentwicklung | Einwohnerentwicklung | Einwohnerentwicklung |
| 1939                               | 1959                 | 1970                 | 1979                 | 1989                 | 1999                 | 2009                 | 2021                 |
| ---------------------------------- | -------------------- | -------------------- | -------------------- | -------------------- | -------------------- | -------------------- | -------------------- |
| 14.637                             | 23.235               | 28.739               | 25.230               | 28.660               | 30.967               | 30.037               | 29.209               |
| Anmerkung: Volkszählungsergebnisse |                      |                      |                      |                      |                      |                      |                      |

## Verwaltungsgliederung
Der Audan Balqasch ist in 15 ländliche Bezirke (kasachisch Ауылдық округ Auyldyq okrug; russisch Сельский округ Selski okrug) gegliedert (Stand: 2021).
| Ländlicher Kreis | Einwohner | Einwohner | Orte                                                                        |
| Ländlicher Kreis | 2009      | 2021      | Orte                                                                        |
| ---------------- | --------- | --------- | --------------------------------------------------------------------------- |
| Aqdala           | 1761      | 1911      | Alijar, Aqdala, Jerlan, Äujeschai, Rasswet                                  |
| Aqköl            | 1261      | 1088      | Aqköl, Ässembaibas, Balyqpunkt 6, Jeger, Kökschide, Qassauda, Suölscheuisch |
| Aqschar          | 1024      | 1051      | Aqschar, Araltöbe, Araltöbe 1, Araltöbe 2                                   |
| Balatopar        | 1957      | 1609      | Aqbailau, Aqdala, Balatopar                                                 |
| Baqanas          | 5461      | 6689      | Baqanas, Bojauly, Botanikalyq Bau-Baqscha, Üschscharma                      |
| Baqbaqty         | 4048      | 3961      | Baqbaqty                                                                    |
| Bereke           | 1802      | 1643      | Bereke, Bura                                                                |
| Birlik           | 2206      | 1893      | Birlik, Scharmuqasch, Tolqynbekow                                           |
| Köktal           | 1372      | 1084      | Ata Meken, Köktal, Qoskümbes, Qysylbas, Qyrbas-Scharbas                     |
| Mijaly           | 1128      | 1089      | Mijaly                                                                      |
| Qaraoi           | 1998      | 2025      | Aralqum, Arqar, Qaraoi                                                      |
| Quighan          | 1423      | 1135      | Qaraösek, Quighan                                                           |
| Scheltorangghy   | 1761      | 1519      | Didar, Qasqaögis, Qasqaögis 1, Scheltorangghy                               |
| Schideli         | 1530      | 1348      | Oraqty batyr, Qoschqarbai, Schideli                                         |
| Topar            | 1305      | 1164      | Topar                                                                       |